# Convento di San Francesco (Pellegrino Parmense)
Il convento di San Francesco è un ex monastero rinascimentale, situato in via Roma 33 a Pellegrino Parmense, in provincia di Parma; dal 2011 è sede di un ostello.

## Storia
Il convento, fondato nel 1421 secondo la tradizione da san Bernardino da Siena, durante le sue peregrinazioni dopo il soggiorno a Piacenza del 1420, fu edificato in adiacenza a una chiesa costruita in epoca ignota e fu affidato ai francescani.
Nel 1512 fu costruito all'interno del monastero un oratorio dedicato a san Rocco.
Nel 1805 i decreti napoleonici stabilirono la soppressione del convento e l'allontanamento dei frati; la struttura, incamerata dal Demanio, fu modificata e nel 1879 divenne sede dell'ospedale Vittorio Emanuele II.
Il palazzo fu successivamente ceduto dapprima alla Regione Emilia-Romagna e infine al Comune di Pellegrino Parmense e fu riconvertito in scuola e sede di varie associazioni.
Nel 1999 l'edificio fu completamente ristrutturato e adibito a ostello; durante i lavori furono recuperate le tracce dell'antica chiesa e degli affreschi che la decoravano. Nuovi interventi di ristrutturazione furono effettuati tra il 2022 e il 2023, al termine dei quali l'ostello, con sette camere complessive, fu riaperto al pubblico.

## Descrizione

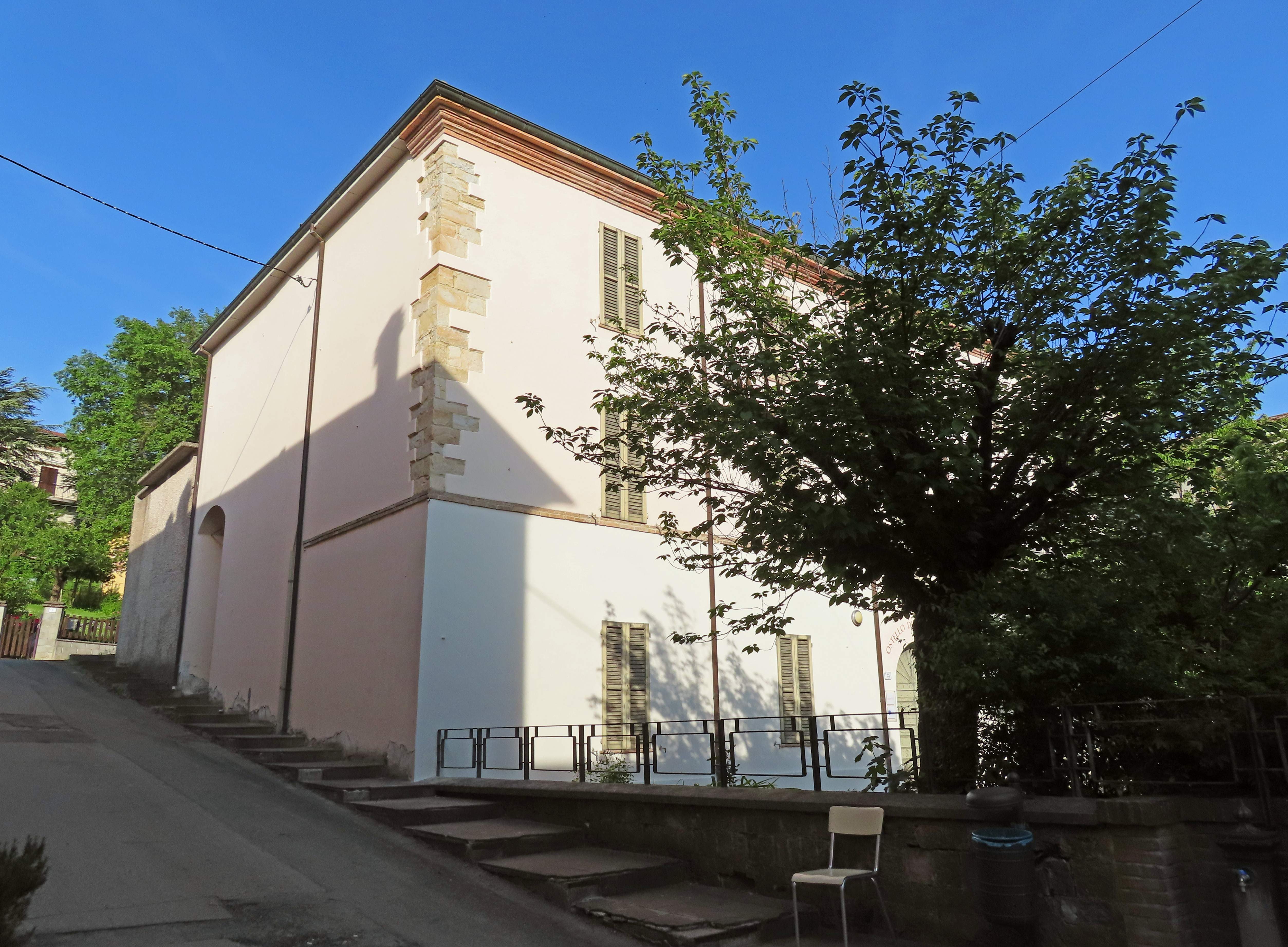
Facciata e lato nord-ovest

Il palazzo si estende su una pianta rettangolare, con ingresso a sud-ovest preceduto da un piccolo giardino.
La simmetrica facciata, interamente intonacata, si eleva su tre livelli fuori terra; al centro è collocato l'ampio portale d'accesso ad arco a tutto sesto, mentre ai lati si trovano due finestre rettangolari per parte; al piano superiore, separato da quello inferiore da una fascia marcapiano in mattoni, si apre nel mezzo una portafinestra con ringhiera in ferro, affiancata da due finestre su ogni lato; l'ultimo piano è illuminato da cinque finestre, mentre a coronamento si allunga un cornicione modanato in cotto.
Sul retro si trova un piccolo anfiteatro all'aperto, stretto tra il prospetto posteriore e il muro di contenimento a sostegno della strada superiore.
All'interno sono visibili gli affreschi dell'antica chiesa, riportati alla luce durante il restauro del 1999; di pregio risulta in particolare il dipinto raffigurante San Bernardino, protetto da una lastra di vetro.